# Малий Чик
Малий Чик (рос. Малый Чик) — присілок у Ординському районі Новосибірської області Російської Федерації.
Входить до складу муніципального утворення Верх-Чикська сільрада. Населення становить 164 особи (2010).

## Історія
Згідно із законом від 2 червня 2004 року органом місцевого самоврядування є Верх-Чикська сільрада.

## Населення
| 2002 | 2007 | 2010 |
| ---- | ---- | ---- |
| 198  | ↗204 | ↘164 |